# Жарков, Павел Львович
Павел Львович Жарков (12 сентября 1928 — 18 мая 2015) — советский и российский рентгенолог, специалист по патологии костно-суставной системы. Доктор медицинских наук (1970), профессор (1994).

## Биография
П. Л. Жарков родился в г. Осташков Тверской области. В 1947 г. поступил в Военно-морскую медицинскую академию в Ленинграде, которую закончил в 1953 г., после чего работал врачом на Тихоокеанском флоте до 1957 года. После демобилизации обучался и работал в Ленинградском НИИ хирургического туберкулёза и костно-суставных заболеваний под руководством академиков АМН П. Г. Корнева и Г. А. Зедгенидзе. С 1968 г. работал в НИИ медицинской радиологии (г. Обнинск), в котором руководил отделением рентгенодиагностики патологии опорно-двигательной системы. С 1974 г. работал во Всесоюзном НИИ физической культуры, где участвовал в подготовке команды гребцов к Олимпийским играм 1980 г. В 1977—1992 гг. руководил диагностическим отделом в Центральном НИИ физиотерапии и курортологии. С 1992 г. был главным научным сотрудником Российского научного центра рентгенорадиологии. Также занимался преподавательской деятельностью в Ленинградском ГИДУВе, консультативной работой в Московском центре медицинской реабилитации.

## Научная деятельность
Областью научных интересов П. Л. Жаркова была костно-суставная система. Он занимался вопросами рентгенологической диагностики дегенеративных заболеваний суставов и позвоночника (артроз, остеохондроз), асептического некроза костей, нарушений развития скелета, костно-суставного туберкулеза. Также П. Л. Жарков изучал механизмы возникновения болей при заболеваниях позвоночника и суставов. Он является автором 8 монографий и более 300 статей, а также одним из авторов многотомного руководства по рентгенологии. Под руководством П. Л. Жаркова подготовлено 8 кандидатов и докторов медицинских наук.